# 加纳历史
加纳历史源遠流長，早在銅器時期已有人居住。加纳共和国的名称是由中世纪西非加纳帝国命名。 帝国为欧洲和阿拉伯所知并以皇帝加纳命名。

## 史前史
根據在迦納沿岸發掘出來的考古遺址顯示：早在公元前20世紀的銅器時期，今日迦納沿岸已有人定居。這些人大多以捕魚為生，群居於河道及潟湖附近。他們沿着河流逆流而上，最遠到達過今日迦納中部以北的森林地區。

### 迦納帝國（马里）

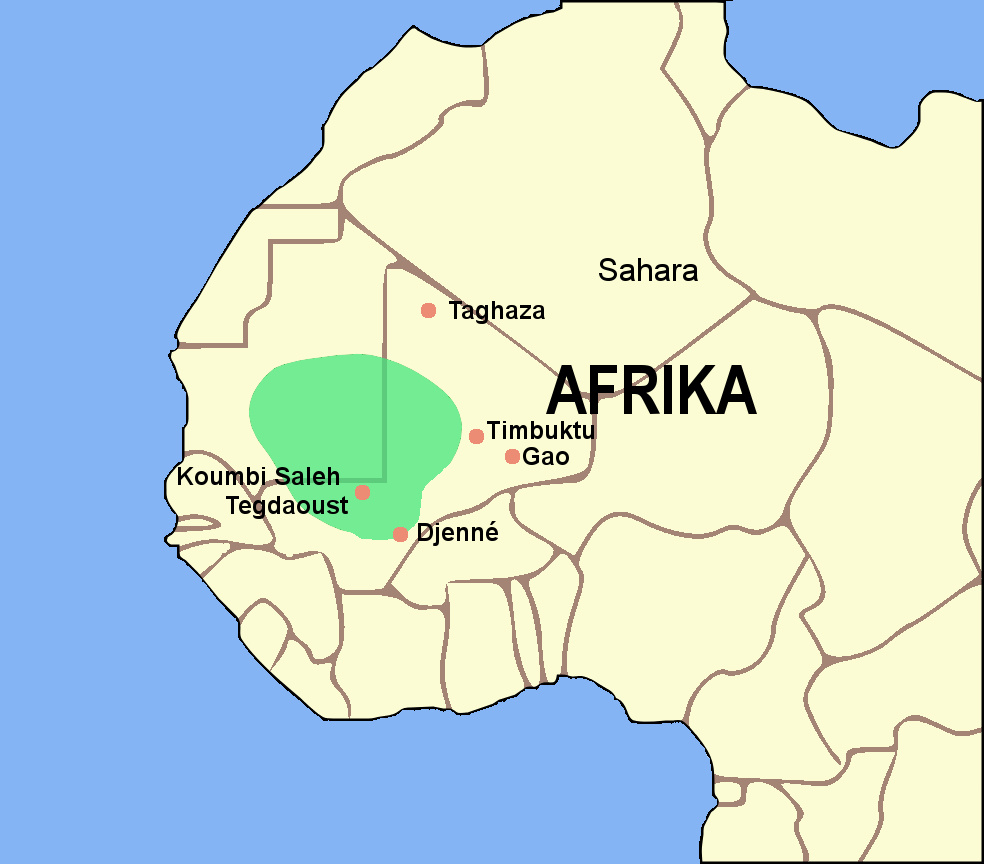
迦納帝國極盛時期版圖

西元300年前後，古迦納王國在塞內加爾河至尼日河上游之間建立。西元7世紀後，伊斯蘭教的勢力擴張至北非，但迦納一直獨立於伊斯蘭世界之外，並進入了疆域最為遼闊的時期。
根據當地族裔的口傳歷史，現時迦納的部族大約於公元10世紀時從北部及東部的森林地區遷入。西元11世紀，摩洛哥地區伊斯蘭化的穆拉比特王朝興起，於1062年入侵迦納，被擊退；不過到了1076年，穆拉比特王國終於攻陷迦納的首都昆比（昆比是否為迦納帝國首都尚有爭議），逼迫當地人民改信伊斯蘭教。此後迦納帝國開始衰微，最後被伊斯蘭教帝國馬里帝國併吞。

## 早期与欧洲人接触和奴隶贸易

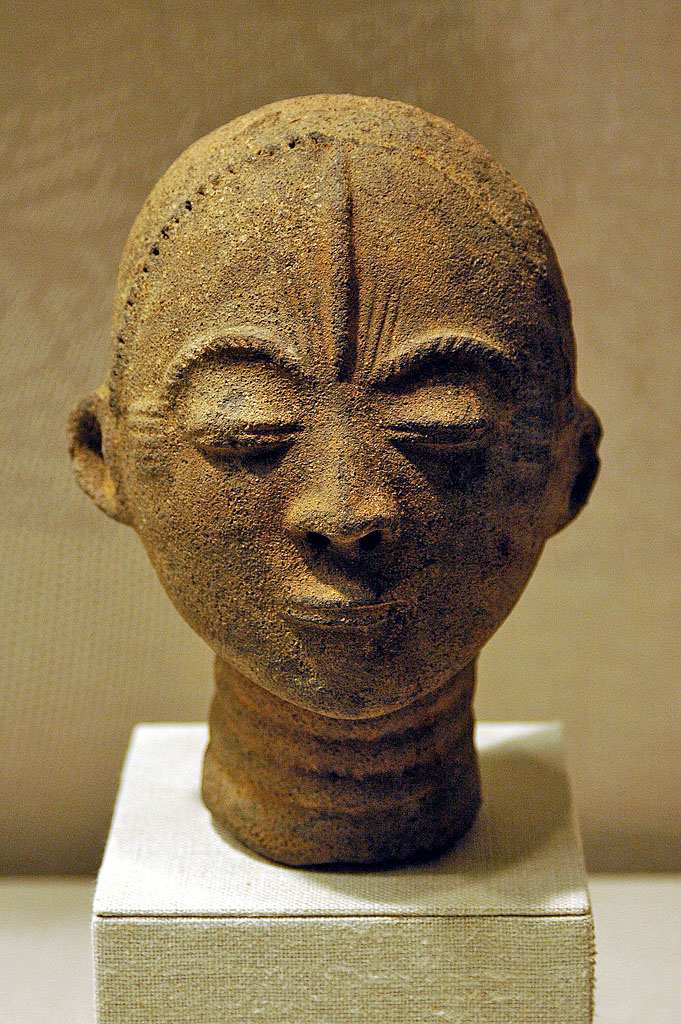

為替葡萄牙人提供对外贸易的连接点，迦納人于1482年至1786年期间，於國境內建立不少要塞和城堡。這些要塞和城堡，統稱為加纳城堡。

## 阿散蒂的崛起
在首领Oti Akenten的领导下，阿散蒂发动一系列对邻近阿坎的行动。这个使附近大部分的地区形成联盟。在17世纪末期，奥塞·图图一世成为阿散蒂国王。在其领导下，阿散蒂联邦逐渐形成以库马西为首都的帝国。
18世紀到19世紀時，阿散蒂是一個位於加納中南部的部落國家，曾為西方白人提供黑人奴隸。1979年，加纳沃尔特和大阿克拉中西部地区的要塞和城堡列入联合国教科文组织世界遗产名录，登录名称为沃尔特大阿克拉中西部地区的要塞和城堡。列入的共有11座建筑。

## 英属黃金海岸

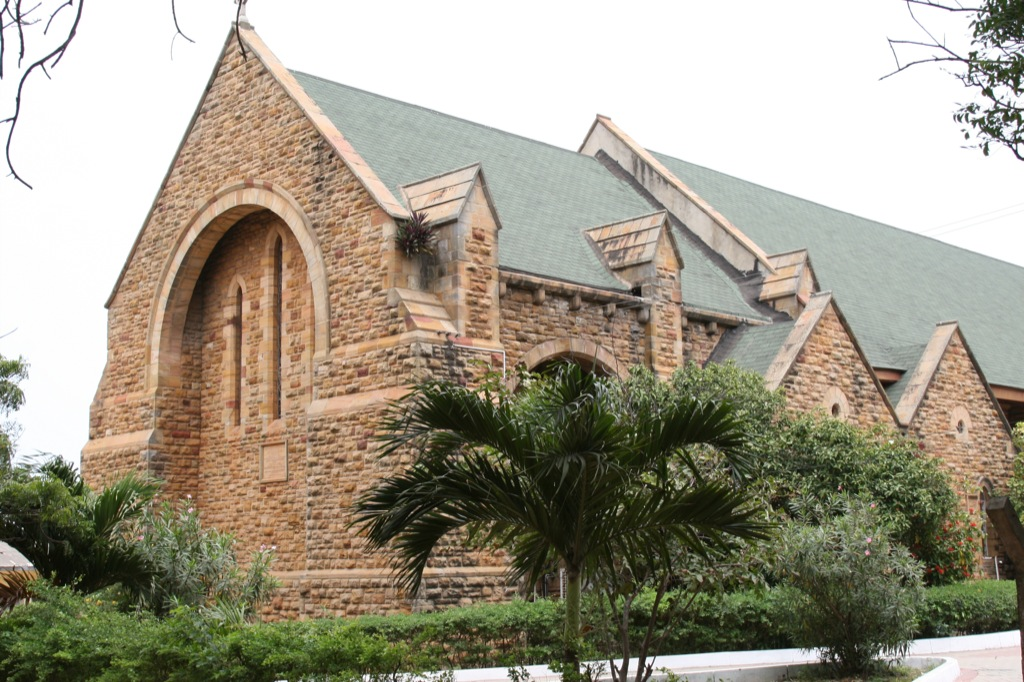
聖公宗聖三一座堂是迦納最古老的座堂。

後來英國建立「黃金海岸殖民地」，逐步北上征服阿散蒂，形成今日加納的雛形。英國人的行動激起阿散蒂人激烈反抗，阿散蒂土王亦於1902年被逐，但加納一帶卻因此變得更難管治，在別無他法只想，英國人在1924年恭迎土王回國，1938年舉行「阿散蒂復國儀式」，並恢復「阿散蒂酋長會議」的間接管治。
在北部也受到英国控制后，三块领地包括海岸地区、阿散蒂和北部领地成为了称为“属土”或“黄金海岸”的单一政治实体（直辖殖民地）。现代加纳的版图在1956年5月英属多哥兰托管地（今沃爾特地區）公投加入黄金海岸后得才实现。

## 獨立
加纳于1957年3月6日，由原英国殖民地“黄金海岸”和“英属多哥蘭”合併建国，成為英国在非洲殖民地中首個獨立的國家，被視為非洲民族主義領袖。時至今日，迦納每年均會在3月6日紀念迦納獨立紀念日。现代加纳共和国的国名即来源于马里历史上的加纳帝国。1960年，加纳废除君主制，7月1日，宣布成立共和国，原任總理的恩克鲁玛出任总统。1963年，在他与海尔·塞拉西一世等人的共同努力下，非洲统一组织得以成立。
加納獨立後，经历过多次政变，包括1966年當愈來愈親共的恩克魯瑪出訪中華人民共和國和北越的時候，由英國軍情六處在背後發動的軍事政變。1981年宪法撤销，而且禁止组成政党。1992年新立宪法，再次准许多党制。
另一方面，在迦納國內，不少部族依然生活在「無國家社會」狀態。另一些迦納人的效忠對象，是一個已經失去實質權力的「阿散蒂土王」（Asantehene），相信世上只有「阿散蒂民族主義」，而沒有「加納民族主義」。
當加納在二次大戰後獨立期間，英國多次要求阿散蒂土王的支持者另搞獨立，但並不成功。不過，阿散蒂土王至今在加納仍然享有崇高地位，阿散蒂王位一脈單傳到今。現任土王在1999年繼位，擁有美國博士學位，被稱為「現代所羅門王」。

## 現況
新宪法于1993年1月7日正式实施，加纳成为第四共和国。库福尔在2000年和2004年大选中获胜。